# Даллас Уингз
«Даллас Уингз» (англ. Dallas Wings) — американская профессиональная женская баскетбольная команда, выступающая в Западной конференции женской национальной баскетбольной ассоциации (ВНБА). Клуб базируется в городе Арлингтон (штат Техас), а свои домашние игры проводит в «Колледж-парк-центре». Клуб был основан в Оберн-Хилс (штат Мичиган) перед началом сезона 1998 года и носил название «Детройт Шок». Во время выступления в Оберн-Хилс команда трижды становилась чемпионом ВНБА (2003, 2006 и 2008). В 2009 году клуб был вынужден переехать в Талсу (штат Оклахома) и сменить название на «Талса Шок». В Талсе результаты клуба резко ухудшились: в сезонах 2010 и 2011 годов в 68 матчах регулярного сезона «Шок» одержали лишь 9 побед (6-28 и 3-31 соответственно) и оба раза занимали последнее место в ЖНБА. В 2015 году команда переехала в Арлингтон, где поменяла не только название, но и франшизу на «Даллас Уингз». Владельцем команды является группа бизнесменов под предводительством Билла Кэмерона и Криса Кристиана.
За время существования клуба в нём выступали такие известные баскетболистки, как Алиша Грей, Глори Джонсон, Кайла Джордж, Скайлар Диггинс, Карима Кристмас, Лиз Кэмбидж, Арике Огунбовале, Кортни Пэрис, Одисси Симс, Эрин Филлипс и Пленетт Пирсон.

## История команды
Клуб был основан в городе Оберн-Хилс (штат Мичиган) перед началом сезона 1998 года и носил название «Детройт Шок». Во время выступления в Оберн-Хилс под руководством Билла Лэймбира «Детройт» трижды становился чемпионом ЖНБА (2003, 2006 и 2008) и четырежды играл в финале турнира, команда являлась лучшей франшизой своего времени. Однако 13 марта 2009 года умер многолетний владелец и душа команды Уильям Дэвидсон, а сам клуб перешёл под руководство компании «Palace Sports & Entertainment». Через несколько дней после завершения плей-офф 2009 года новый владелец объявил, что отказывается от прав на команду и продаёт её.
Сразу нашлась группа инвесторов в городе Талса (штат Оклахома), которая заявила, что они официально подадут заявку в ВНБА на покупку этой франшизы. 19 октября 2009 года менеджмент «Шок» заявил, что команда переезжает в Талсу, где сменит название на «Талса Шок». На следующий день это решение было официально объявлено на пресс-конференции, собранной новым владельцем клуба, компанией «Tulsa Pro Hoops LLC». За свою короткую историю команда «Талса Шок» отыграла в лиге шесть сезонов, являясь одним из главных аутсайдеров лиги. Лишь в сезоне 2015 года команда закончила турнир с результатом 18-16, заняв в итоге третье место и впервые сумев выйти в плей-офф, где в двух играх была просто уничтожена командой «Финикс Меркури» с общей разницей очков -57.
Ещё по ходу последнего сезона клуба, 20 июля 2015 года, её главный владелец Билл Кэмерон шокировал не только болельщиков «Талсы», но и саму ЖНБА, объявив, что переведёт команду в Даллас. На следующий день другой владелец Стюарт Прайс подал иск против Кэмерона в неудачной попытке удержать команду в Талсе. 23 июля 2015 года владельцы лиги единогласно одобрили переезд клуба в Даллас-Форт-Уэрт, его же новой домашней ареной стал «Колледж-парк-центр» в Арлингтоне (штат Техас), также являющийся домашней ареной студенческой команды «УТ Арлингтон Маверикс». 2 ноября 2015 года название клуба было официально изменено на «Даллас Уингз». Название произошло от «летающей лошади», символа знаменитой компании «Мобил» на вершине исторического здания в центре Далласа. Кроме того она очень похожа на талисман местной команды НБА «Даллас Маверикс».
Первые четыре года команда «Даллас Уингз» балансировала на грани попадания в зону плей-фф и дважды смогла пробиться в турнир навылет в сезонах 2017 и 2018 годов, однако в обоих случаях уже на стадии первого раунда практически без борьбы уступила своим соперникам из «Вашингтон Мистикс» и «Финикс Меркури». Перед началом сезона 2020 года менеджмент клуба взял курс на омоложение состава, в результате которого 12 февраля 2020 года главный менеджер клуба обменял своего многолетнего лидера и капитана Скайлар Диггинс в команду «Финикс Меркури» на 5-й и 7-й номера драфта 2020 года, а также право выбора в первом раунде драфта 2021 года. На драфте 2020 года команда выбрала в первом раунде Сату Сабалли, Беллу Алари и Тайашу Харрис, но «Далласу» это пока не помогло, клуб в сезоне 2020 года показал результат 8-14, заняв в итоге девятое место, и не попал в плей-фф. После окончания сезона 2020 года менеджмент команды решил расстаться по взаимному согласию сторон с главным тренером клуба Брайаном Аглером, а его место заняла Вики Джонсон. За время своих выступлений в ассоциации команда одержала 74 победы и потерпела 116 поражений.

## Протокол сезонов ЖНБА
| Сезон        | Конференция  | Место        | Регулярный чемпионат | Регулярный чемпионат | Регулярный чемпионат | Плей-офф                                                                                      | Тренер                                     | Ссылки                                    |
| Сезон        | Конференция  | Место        | Победы               | Поражения            | Процент              | Плей-офф                                                                                      | Тренер                                     | Ссылки                                    |
| Даллас Уингз | Даллас Уингз | Даллас Уингз | Даллас Уингз         | Даллас Уингз         | Даллас Уингз         | Даллас Уингз                                                                                  | Даллас Уингз                               | Даллас Уингз                              |
| ------------ | ------------ | ------------ | -------------------- | -------------------- | -------------------- | --------------------------------------------------------------------------------------------- | ------------------------------------------ | ----------------------------------------- |
| 2016         | Западная     | 6-е          | 11                   | 23                   | 32,4                 | Не квалифицировалась в плей-офф                                                               | Фред Уильямс                               | [ 11 ]                                    |
| 2017         | Западная     | 4-е          | 16                   | 18                   | 47,1                 | Проиграла в первом раунде «Мистикс» со счётом 76:86                                           | Фред Уильямс                               | [ 12 ]                                    |
| 2018         | Западная     | 5-е          | 15                   | 19                   | 44,1                 | Проиграла в первом раунде «Меркури» со счётом 83:101                                          | Фред Уильямс (14-17) Тадж Макуильямс (1-2) | [ 13 ]                                    |
| 2019         | Западная     | 6-е          | 10                   | 24                   | 29,4                 | Не квалифицировалась в плей-офф                                                               | Брайан Аглер                               | [ 14 ]                                    |
| 2020         | Западная     | 6-е          | 8                    | 14                   | 36,4                 | Не квалифицировалась в плей-офф                                                               | Брайан Аглер                               | [ 15 ]                                    |
| 2021         | Западная     | 5-е          | 14                   | 18                   | 43,8                 | Проиграла в первом раунде «Скай» со счётом 64:81                                              | Вики Джонсон                               | [ 16 ]                                    |
| 2022         | Западная     | 3-е          | 18                   | 18                   | 50,0                 | Проиграла в первом раунде «Сан» со счётом 1:2                                                 | Вики Джонсон                               | [ 17 ]                                    |
| 2023         | Западная     | 2-е          | 22                   | 18                   | 55,0                 | Выиграла во первом раунде у «Дрим» со счётом 2:0 Проиграла в полуфинале «Эйсес» со счётом 0:3 | Латрисия Трэммелл                          | [ 18 ]                                    |
| 2024         | Западная     | 5-е          | 9                    | 31                   | 22,5                 | Не квалифицировалась в плей-офф                                                               | Латрисия Трэммелл                          | [ 19 ]                                    |
| Регулярки    | Регулярки    | Регулярки    | 123                  | 183                  | 40,2                 | 0 титулов победителя Западной конференции                                                     | 0 титулов победителя Западной конференции  | 0 титулов победителя Западной конференции |
| Плей-офф     | Плей-офф     | Плей-офф     | 3                    | 8                    | 27,3                 | 0 титулов победителя турнира женской НБА                                                      | 0 титулов победителя турнира женской НБА   | 0 титулов победителя турнира женской НБА  |

## Статистика игроков
| Сезоны | Лучшие игроки команды по пяти главным статистическим показателям | Лучшие игроки команды по пяти главным статистическим показателям | Лучшие игроки команды по пяти главным статистическим показателям | Лучшие игроки команды по пяти главным статистическим показателям | Лучшие игроки команды по пяти главным статистическим показателям | Ссылки |
| Сезоны | PPG                                                              | RPG                                                              | APG                                                              | SPG                                                              | BPG                                                              | Ссылки |
| ------ | ---------------------------------------------------------------- | ---------------------------------------------------------------- | ---------------------------------------------------------------- | ---------------------------------------------------------------- | ---------------------------------------------------------------- | ------ |
| 2016   | Одисси Симс (14,0)                                               | Глори Джонсон (8,9) Кортни Пэрис (8,0)[a]                        | Одисси Симс (3,9)                                                | Карима Кристмас (1,2)                                            | Кортни Пэрис (0,9)                                               | [ 11 ] |
| 2017   | Скайлар Диггинс (18,5)                                           | Глори Джонсон (9,1)                                              | Скайлар Диггинс (5,8)                                            | Алиша Грей (1,5)                                                 | Скайлар Диггинс (0,8)                                            | [ 12 ] |
| 2018   | Лиз Кэмбидж (23,0)[b]                                            | Лиз Кэмбидж (9,7)                                                | Скайлар Диггинс (6,2)                                            | Скайлар Диггинс (1,4)                                            | Лиз Кэмбидж (1,7)                                                | [ 13 ] |
| 2019   | Арике Огунбовале (19,1)                                          | Изабель Харрисон (5,8)                                           | Арике Огунбовале (3,2)                                           | Глори Джонсон (1,4)                                              | Азурей Стивенс (1,1) Изабель Харрисон (0,8)[c]                   | [ 14 ] |
| 2020   | Арике Огунбовале (22,8)                                          | Сату Сабалли (7,8)                                               | Арике Огунбовале (3,5)                                           | Арике Огунбовале (1,6)                                           | Сату Сабалли (0,9)                                               | [ 15 ] |
| 2021   | Арике Огунбовале (18,7)                                          | Изабель Харрисон (5,9)                                           | Арике Огунбовале (3,3)                                           | Арике Огунбовале (1,1)                                           | Алиша Грей (0,8)                                                 | [ 16 ] |
| 2022   | Арике Огунбовале (19,7)                                          | Тиэра Маккоуэн (7,0)                                             | Марина Мабри (3,7)                                               | Арике Огунбовале (1,5)                                           | Авак Куиэр (0,9)                                                 | [ 17 ] |
| 2023   | Арике Огунбовале (21,2)                                          | Тиэра Маккоуэн (9,1)                                             | Арике Огунбовале (4,5)                                           | Сату Сабалли (1,8)                                               | Тиэра Маккоуэн (1,2)                                             | [ 18 ] |
| 2024   | Арике Огунбовале (22,2)                                          | Тиэра Маккоуэн (8,1)                                             | Арике Огунбовале (5,1)                                           | Арике Огунбовале (2,1)                                           | Тиэра Маккоуэн (0,9)                                             | [ 19 ] |

- a  В данном сезоне Глори Джонсон стала лучшей по среднему показателю за игру (8,9), однако провела всего 18 игр из 34, поэтому её результат не учитывался при распределении мест в этой номинации, а первое место в команде заняла Кортни Пэрис, показатель которой составил всего 8,0 подбора в среднем за игру[11].
- b  Жирным шрифтом выделен игрок, который выиграл в этом сезоне ту или иную номинацию.
- c  В данном сезоне Азурей Стивенс стала лучшей по среднему показателю за игру (1,1), однако провела всего 9 игр из 34, поэтому её результат не учитывался при распределении мест в этой номинации, а первое место в команде заняла Изабель Харрисон, показатель которой составил всего 0,8 блок-шота в среднем за игру[14].

## Текущий состав
| \| Поз. \| № \| Гражд. \| Имя \| Дата рождения (возраст) \| Рост \| Вес \| Звание \| \| ---- \| -- \| ------ \| ------------------- \| ------------------------- \| ------ \| ------ \| ------ \| \| Ф \| 1 \| \| Налисса Смит \| 8 августа 2000 (24 года) \| 193 см \| 84 кг \| \| \| Ф \| 2 \| \| Майиша Хайнс-Аллен \| 30 мая 1996 (29 лет) \| 188 см \| 91 кг \| \| \| З \| 3 \| \| Кейла Чарльз \| 23 марта 1998 (27 лет) \| 185 см \| 76 кг \| \| \| З \| 5 \| \| Пейдж Бекерс \| 20 октября 2001 (23 года) \| 183 см \| 64 кг \| \| \| З \| 10 \| \| Азайя Джеймс \| 19 ноября 2002 (22 года) \| 178 см \| \| \| \| З \| 11 \| \| Джей Джей Квинерли \| 24 октября 2002 (22 года) \| 173 см \| \| \| \| Ц \| 15 \| \| Тиэра Маккоуэн \| 12 января 1996 (29 лет) \| 201 см \| 108 кг \| \| \| Ц \| 18 \| \| Луиза Гайзельзёдер \| 10 февраля 2000 (25 лет) \| 193 см \| \| \| \| Ф \| 20 \| \| Мэдди Сигрист \| 22 мая 2000 (25 лет) \| 188 см \| 79 кг \| \| \| З \| 21 \| \| Диджоней Каррингтон \| 8 января 1998 (27 лет) \| 180 см \| 79 кг \| \| \| З \| 24 \| \| Арике Огунбовале \| 2 марта 1997 (28 лет) \| 173 см \| 75 кг \| \| \| З \| 52 \| \| Тайаша Харрис \| 1 мая 1998 (27 лет) \| 178 см \| 69 кг \| \| | Главный тренер - Крис Кокланес Ассистенты тренера - Нола Генри - Белла Кокланес - Камилла Смит - Брэней Хикс Легенда - (К) — Капитан команды Последнее изменение: 14 мая 2025 года |               |                     |                           |        |        |        |
| Поз. | № | Гражд.        | Имя                 | Дата рождения (возраст)   | Рост   | Вес    | Звание |
| Ф | 1 | Флаг США      | Налисса Смит        | 8 августа 2000 (24 года)  | 193 см | 84 кг  |        |
| Ф | 2 | Флаг США      | Майиша Хайнс-Аллен  | 30 мая 1996 (29 лет)      | 188 см | 91 кг  |        |
| З | 3 | Флаг США      | Кейла Чарльз        | 23 марта 1998 (27 лет)    | 185 см | 76 кг  |        |
| З | 5 | Флаг США      | Пейдж Бекерс        | 20 октября 2001 (23 года) | 183 см | 64 кг  |        |
| З | 10 | Флаг США      | Азайя Джеймс        | 19 ноября 2002 (22 года)  | 178 см |        |        |
| З | 11 | Флаг США      | Джей Джей Квинерли  | 24 октября 2002 (22 года) | 173 см |        |        |
| Ц | 15 | Флаг США      | Тиэра Маккоуэн      | 12 января 1996 (29 лет)   | 201 см | 108 кг |        |
| Ц | 18 | Флаг Германии | Луиза Гайзельзёдер  | 10 февраля 2000 (25 лет)  | 193 см |        |        |
| Ф | 20 | Флаг США      | Мэдди Сигрист       | 22 мая 2000 (25 лет)      | 188 см | 79 кг  |        |
| З | 21 | Флаг США      | Диджоней Каррингтон | 8 января 1998 (27 лет)    | 180 см | 79 кг  |        |
| З | 24 | Флаг США      | Арике Огунбовале    | 2 марта 1997 (28 лет)     | 173 см | 75 кг  |        |
| З | 52 | Флаг США      | Тайаша Харрис       | 1 мая 1998 (27 лет)       | 178 см | 69 кг  |        |

## Главные тренеры
| Тренер                   | Сезоны     | Победы и поражения (процент) | Победы и поражения (процент) | Ссылки |
| Тренер                   | Сезоны     | Регулярка                    | Плей-офф                     | Ссылки |
| ------------------------ | ---------- | ---------------------------- | ---------------------------- | ------ |
| Фред Уильямс             | 2016—2018  | 41-58 (41,4)                 | 0-1 (0,0)                    | [ 20 ] |
| Тадж Макуильямс-Франклин | 2018       | 1-2 (33,3)                   | 0-1 (0,0)                    | [ 21 ] |
| Брайан Аглер             | 2019—2020  | 18-38 (32,1)                 | 0-0 (0,0)                    | [ 22 ] |
| Вики Джонсон             | 2021—2022  | 32-36 (47,1)                 | 1-3 (25,0)                   | [ 23 ] |
| Латрисия Трэммелл        | 2023—2024  | 31-49 (38,8)                 | 2-3 (40,0)                   | [ 24 ] |
| Крис Кокланес            | 2025—н. в. | 0-0 (0,0)                    | 0-0 (0,0)                    |        |
| Всего                    |            | 123-183 (40,2)               | 3-8 (27,3)                   |        |

## Индивидуальные и командные награды
| Награды                     | Игроки, тренеры и сезоны          | Ссылки |
| --------------------------- | --------------------------------- | ------ |
| Чемпионка ЖНБА              | нет                               |        |
| Финал ЖНБА                  | нет                               |        |
| Плей-офф ЖНБА               | 5 (2017, 2018, 2021, 2022 и 2023) |        |
| MVP ЖНБА                    | нет                               | [ 25 ] |
| MVP финала ЖНБА             | нет                               | [ 26 ] |
| MVP ASG ЖНБА                | Арике Огунбовале (2021 и 2024)    | [ 27 ] |
| Лучший игрок обороны        | нет                               | [ 28 ] |
| Самый прогрессирующий игрок | Сату Сабалли (2023)               | [ 29 ] |
| Спортивное поведение        | нет                               | [ 30 ] |
| Лучший шестой игрок         | нет                               | [ 31 ] |
| Лидерские качества          | Скайлар Диггинс (2018)            | [ 32 ] |
| Лучший новичок              | Алиша Грей (2017)                 | [ 33 ] |
| Лучший тренер               | нет                               | [ 34 ] |
| Лучший менеджер             | нет                               | [ 35 ] |

## Известные игроки
- Алиша Грей
- Меган Густафсон
- Морайя Джефферсон
- Глори Джонсон
- Кайла Джордж
- Скайлар Диггинс
- Карима Кристмас
- Лиз Кэмбидж
- Асту Ндур
- Арике Огунбовале
- Пленетт Пирсон
- Кортни Пэрис
- Одисси Симс
- Эрин Филлипс
- Изабель Харрисон
- Тэйлер Хилл

## Участники матчей всех звёзд
| Год  | Участники матчей всех звёзд                                          | Участники матчей всех звёзд                                          |
| Год  | Стартовый состав                                                     | Резервный состав                                                     |
| ---- | -------------------------------------------------------------------- | -------------------------------------------------------------------- |
| 2016 | Игра не состоялась из-за проведения Олимпийских игр в Рио-де-Жанейро | Игра не состоялась из-за проведения Олимпийских игр в Рио-де-Жанейро |
| 2017 |                                                                      | Скайлар Диггинс                                                      |
| 2018 | Лиз Кэмбидж                                                          | Скайлар Диггинс                                                      |
| 2019 |                                                                      |                                                                      |
| 2020 | Игра не состоялась из-за проведения Олимпийских игр в Токио          | Игра не состоялась из-за проведения Олимпийских игр в Токио          |
| 2021 | Арике Огунбовале                                                     | Сату Сабалли                                                         |
| 2022 |                                                                      | Арике Огунбовале                                                     |
| 2023 | Арике Огунбовале и Сату Сабалли                                      |                                                                      |
| 2024 | Арике Огунбовале                                                     |                                                                      |